# Масти (град)
Масти или Мости (блр. Масты; рус. Мосты; пољ. Mosty) град је у западном делу Републике Белорусије. Административно припада Гродњенској области и административни је центар Мастовског рејона. 
Према процени из 2012. у граду је живело 15.736 становника.
Једна од градских знаменитости је висећи мост преко реке Њемен (најдужи те врсте у земљи) дужине 193 м.

## Географија
Град лежи на обалама реке Њемен у западном делу Белорусије, на око 56 км југоисточно од административног центра области града Гродна. 

## Историја
Као насељено место Масти се први пут помињу 1486. године у катастарским списима тадашње Велике Кнежевине Литваније у контексту окружног центра. 
У саставу Пољске је био од 1921. до 1939, након чега постаје делом тадашње Белоруске ССР. Административни статус радничког насеља добија 12. октобра 1940. и тада постаје административним центром истоименог рејона. Статус вароши добија у јануару 1949, а од 22. јула 1955. има службени статус града. 

## Становништво
Према процени, у граду је 2012. живело 15.736 становника.
| 1979.  | 1989.  | 1999.  | 2009.  | 2012.  |
| ------ | ------ | ------ | ------ | ------ |
| 13.633 | 16.494 | 16.494 | 16.595 | 15.736 |